# Marco Horacio Barbato
Marco Horacio Barbato (en latín, Marcus Horatius Barbatus) fue cónsul romano en el año 449 a. C. con Lucio Valerio Potito.

## Vida
Horacio Barbato fue uno de los más decididos opositores del segundo decenvirato cuando éste resolvió continuar en el poder más allá de su año de mandato (450 a. C.). En el tumulto que siguió a la muerte de Virginia, Valerio y Horacio se pusieron a la cabeza del movimiento popular y, cuando los plebeyos se separaron al monte Sacro, Valerio y Horacio fueron enviados por el Senado para negociar las condiciones de la paz con la plebe alzada. 
Se restableció el derecho de apelación y los tribunos de la plebe. La plena amnistía fue concedida a todos los que participaron en la secesión. El decenvirato fue abolido y los dos amigos de la plebe, Valerio y Horacio, fueron elegidos cónsules para el año 449 a. C. Las libertades de la plebe se confirmaron aún más en su consulado por la redacción de las célebres Leges Valeriae Horatiae.
Más tarde, Horacio obtuvo una gran victoria sobre los sabinos que les inspiró tal temor de Roma que no tomaron las armas de nuevo durante los siguientes ciento cincuenta años. El Senado se negó a conceder a Horacio un triunfo, pero se celebró de todas maneras sin su consentimiento.